# 閉ループ制御
閉ループ制御（へいループせいぎょ）またはクローズループ制御（英: Close-loop control）はフィードバックによって制御量の値と目標値とを比較し、それらを一致させるように訂正動作を行う制御である。フィードバック制御ともいう。
反対に、開ループ制御はフィードバックを持たないため、外乱や想定と現実のズレによる誤差が残る。